# Dywizja Pancerna Tatra
Dywizja Pancerna Tatra (niem. Panzer-Division Tatra) – niemiecka improwizowana dywizja pancerna z okresu II wojny światowej.

## Historia
Dywizję utworzono w sierpniu 1944 r. na Morawach. Sztab powstał na bazie kadry pochodzącej z 1 Dywizji Pancernej, natomiast jednostki ściągnięto z całych Niemiec. Jedyny batalion pancerny dywizji posiadał 28 czołgów Panzerkampfwagen III i IV oraz trzy Tygrysy I. Dywizja Tatra wzięła udział w tłumieniu powstania na Słowacji, uczestniczyła między innymi w zajmowaniu Bratysławy. Po upadku powstania przemianowano ją na Szkolną Dywizję Pancerną Tatra (Panzer-Feldausbildungs-Division Tatra) i skierowano do szkolenia rezerw. W grudniu 1944 r. wchłonęła XVII Dowództwo Pancerne z XVII Okręgu Wojskowego, a później oddziały pancerne VIII Okręgu Wojskowego (178 Zapasową Dywizję Pancerną). Około 21 lutego 1945 r. jednostkę przemianowano na 232 Dywizję Pancerną i skierowano na front wschodni.

## Skład dywizji
- 1. batalion pancerny Tatra,
- jedna kompania 4. zapasowego i szkolnego batalionu pancernego,
- 82. zapasowy i szkolny pułk grenadierów pancernych,
- 85. zapasowy i szkolny pułk grenadierów pancernych,
- kompania artylerii (z pułku artylerii Tatra),
- 8. batalion przeciwpancerny,
- kompania inżynieryjna (z 89. zapasowego i szkolnego pułku inżynieryjnego Panzer Lehr),
- 1. i 2. kompanie z 482. szkolnego pułku grenadierów,
- batalion zapasowy Tatra,
- dywizyjne oddziały zapasowe[1].

## Dowódcy
- gen. por. Friedrich-Wilhelm von Loeper od sierpnia 1944,
- gen. mjr Hans-Ulrich Back od 1 stycznia 1945.